# Syatkinella snezhanae
Syatkinella snezhanae är en plattmaskart som lever in Baikalsjön. Syatkinella snezhanae ingår i  familjen Rhynchokarlingiidae.